# Juan de Borja Lanzol de Romaní, el mayor
Juan de Borja Lanzol de Romaní, el mayor o Juan de Borja y Navarro de Alpicat (Valencia, c. 1446 - Roma, 1 de agosto de 1503) fue un eclesiástico español, obispo y cardenal, nepote de Alejandro VI.

## Biografía

### Orígenes
Su filiación no siempre ha estado clara, por haber sido confundido con otros parientes del mismo nombre: nacido en Valencia o Játiva en el seno de la Casa de Borja, algunos autores dicen que su padre fue mosén Galcerán Gil de Borja; 
otros lo hacen hijo de Pedro Guillen Lanzol de Romaní, barón de Villalonga, y de Juana Borja, sobrina de Calixto III y hermana de Alejandro VI; y otros más mencionan como sus padres a Galcerán de Borja y Montcada —primo de Alejandro VI— y Tecla Alpicat Navarro.

### Primeros años
Siendo muy joven recibió la parroquia de Onteniente y un canonicato en la catedral de Valencia, donde después fue paborde y deán.
Hacia el año 1467 sus padres le enviaron a Roma bajo la protección de su pariente Rodrigo de Borja, que en aquellas fechas ejercía como vicecanciller, y bajo cuyo favor se desarrolló toda su carrera eclesiástica.  Doctorado en derecho en alguna universidad italiana que se desconoce, fue uno de los favoritos entre el numeroso séquito de Rodrigo y ejerció como protonotario apostólico y corrector de cartas apostólicas.
Gracias a la influencia del vicecanciller en la Curia romana, en septiembre de 1483 el papa Sixto IV le nombró arzobispo de Monreale, sede vacante por la muerte de Ausias Despuig, a pesar de que solo tenía las órdenes menores.  Ocupó la diócesis hasta su muerte, aunque nunca residió en ella, gobernándola por medio de vicarios.  
El nombramiento tenía como contexto la estrecha colaboración entre el rey Fernando II de Aragón y el vicecanciller Rodrigo Borgia: en un principio el rey había pensado presentar para el cargo a Pierre de Foix, pero accedió a apoyar a los Borgia a cambio de su intervención en la concesión del maestrazgo de la Orden de Montesa para su sobrino Felipe de Aragón, hijo de su hermanastro Carlos de Viana.

### Apogeo
En agosto de 1492 Rodrigo fue elegido papa, y en el primer consistorio celebrado tres semanas después creó a Juan cardenal del título de Santa Susana.
Durante los años siguientes fue un personaje de la máxima confianza del papa en asuntos religiosos, políticos y domésticos: con residencia en el palacio apostólico del Vaticano, se halló presente en la recepción de los embajadores extranjeros que viajaron a Italia a rendir obediencia al papa, ofició como su embajador ante el rey Carlos VIII de Francia, que planeaba invadir Italia, se halló presente en la liga que los Estados pontificios hicieron con Venecia y Milán y en la firma de las capitulaciones matrimoniales entre Giovanni Sforza y Lucrecia Borgia, 
viajó a Nepi para asegurar el regreso a Roma de Ascanio Sforza, que se había enemistado con Alejandro VI, y como legado presidió en Nápoles la ceremonia de coronación del rey Alfonso II en 1494 y asistió a la boda de su hija Sancha con Jofré Borgia.
Entre 1493 y 1497 fue administrador apostólico de la diócesis de Olomouc, en Moravia, vacante por la muerte de Ardicino della Porta, y en 1494 fue nombrado obispo de Ferrara tras la muerte de Bartolomeo della Rovere con la oposición del duque Hércules I de Este, que pretendía la sede para su hijo Hipólito; el papa impuso un interdicto contra la diócesis y el duque hubo de plegarse a los dictados del papa.

### Caída en desgracia
Hacia 1498 perdió la confianza del papa, por motivos que se desconocen: se ha apuntado a que fue por las intrigas de Ascanio Sforza, o las de César Borgia, que había encontrado mejor cómplice en Juan de Borgia, el menor; a la política antiaragonesa de Alejandro VI; al rechazo del papa a causa de su indiferencia ante el asesinato del duque de Gandía Juan de Borja y Cattanei o a la sífilis.  Desalojado de la cercanía de Alejandro VI, trasladó su residencia al palacio Orsini en Campo de' Fiori y siguió participando en la vida pública romana, aunque sin ningún papel político relevante.
El 24 de abril de 1503 obtuvo el Patriarcado Latino de Constantinopla sustituyendo al difunto Giovanni Michiel. 
Algunos autores lo mencionan también como obispo o administrador de las diócesis de Bayeux y Lombez, en lo que parece ser un error; Melfi, confundiéndolo con Juan de Borja, el menor; y Coria, aunque lo cierto es que tras la muerte del obispo Joan Llopis esta última diócesis le fue ofrecida a cambio de la de Ferrara, pero rechazó la permuta.

### Muerte
En el verano de 1503 cayó repentinamente enfermo, y después de dos días murió de malaria dos semanas antes que el papa.  
Fue sepultado en la capilla de Santa María de las Fiebres, aneja a la Basílica de San Pedro, aunque durante las obras de reforma en 1605 sus restos fueron trasladados a la nueva basílica.